# スチュアート・ダイベック
スチュアート・ダイベック（Stuart Dybek、1942年4月10日 - ）は、アメリカ・シカゴ出身の小説家。自身の出身地であるシカゴの下町を舞台にした短編作品が多い。日本では主に柴田元幸によって翻訳・紹介されている。

## 作品リスト

### 小説
- Childhood and Other Neighborhoods (1980)
- The Coast of Chicago (1990)
  - 『シカゴ育ち』柴田元幸訳、白水社〈白水Uブックス〉、2003年
- I Sailed with Magellan (2003)
  - 『僕はマゼランと旅した』柴田元幸訳、白水社、2006年
- Ecstatic Cahoots (2014)
- Paper Lantern (2014年)

### 詩集
- Brass Knuckles (1979)
- Streets in Their Own Ink (2004)
  - 『それ自身のインクで書かれた街』柴田元幸訳、白水社、2008年

## インタビュー収録
- 『ナイン・インタビューズ 柴田元幸と9人の作家たち』アルク、2004年
- 『代表質問 16のインタビュー』新書館、2009年